# Luminus

Ancien logo

Luminus (ancien nom SPE-Luminus et EDF Luminus) est un producteur d’électricité et fournisseur d’énergie sur le marché belge. Comme son ancien nom l'indique, c'est une filiale du groupe EDF.
Producteur d’électricité et fournisseur d’énergie du marché belge, Luminus est une filiale du groupe EDF, Avec 1,884 MW de capacité installée fin 2014, l’entreprise représente environ 10 % de la capacité de production belge. Luminus dispose actuellement de centrales électriques au gaz, de parcs éoliens et de centrales hydrauliques, répartis sur plusieurs sites en Wallonie et en Flandre. Elle détient aussi quelques participations dans des installations nucléaires. Sous sa marque, elle vend de l’électricité et du gaz à plus de 1,7 million de clients particuliers et professionnels. Sa part de marché commerciale s’élève à plus de 20 %. Luminus achète et vend également du gaz et de l’électricité sur les marchés de l’énergie nationaux et internationaux. L’entreprise compte environ 900 collaborateurs.

## Historique
La SPE (Société productrice d'électricité) naît en 1978 du regroupement de plusieurs petits producteurs (des communes et des villes : Dixmude, Flémalle, Gand, Grâce-Hollogne, Harelbeke, Merksplas et Seraing ainsi que des intercommunales : la Socolie (Société Coopérative Liégeoise d'Electricité [réf. souhaitée]) à Liège, la VEM (Vlaamse Énergie- en Teledistributiemaatschappij) et WVEM (West-Vlaamsche Elektriciteitsmaatschappij) en Flandre et Electrhainaut). C'est une intercommunale constituée sous la forme de SCRL.
La SPE scrl est privatisée et devient SPE en 2000.
Dans le cadre de la libéralisation du marché de l'énergie en Wallonie, SPE sa devient le fournisseur par défaut dans plusieurs communes. SPE sa[réf. souhaitée] absorbera ainsi l'ALG négoce et l'ALE trading [réf. souhaitée]. Plus tard, la SPE sa fusionnera avec Luminus, fournisseur présent sur le marché flamand libéralisé bien avant la Wallonie, pour bénéficier de son expérience.
L'actionnariat de SPE sa, passera par GDF / Centrica.
Lors de la fusion de GDF avec Suez, GDF devra céder ses parts [pourquoi ?], la holding GDF-Suez détenant déjà Electrabel, elle aurait alors détenu 100 % des producteurs belges.[réf. nécessaire]
Centrica reprendra alors les parts de GDF / Suez.
En 2009, EDF prend une part majoritaire dans la société,.
Le 23 novembre 2011, les actionnaires décident de renommer SPE-Luminus en EDF Luminus.
Le 14 octobre 2015, EDF Luminus a confirmé son intention de lancer une introduction sur le marché boursier Euronext de Bruxelles, probablement d’ici la fin 2015. L’opération est en partie défensive : engagées dans un pacte d’actionnaires, les collectivités locales actionnaires minoritaires d’EDF Luminus (à hauteur de 37,7 %), ont fait part de leur volonté de sortir du capital, et EDF ne souhaite pas reprendre leur part. Mais le 26 octobre 2015, EDF renonce à introduire sa filiale belge à la Bourse de Bruxelles, à la suite de la conclusion d'un nouvel accord sur la convention d'actionnaires qui lui permet de monter à 68,63 % du capital, contre 62,3 % jusqu'à présent, en rachetant les parts de Publilum et VEH, tandis que les autres minoritaires (Publilec, Socofe, Ethias et Nethys) se maintiennent au capital d'EDF Luminus. La convention liant les actionnaires est prolongée jusqu'en 2025
Aujourd'hui, EDF Luminus fait partie intégrante du Groupe EDF au sein duquel elle profite des nombreuses synergies notamment en matière de production, d’innovation et de formation.
Luminus est un acteur incontournable du marché libéralisé de l’énergie en Belgique. Deuxième producteur d’électricité et fournisseur d’électricité et de gaz naturel, EDF Luminus appartient au Top 20 des plus grandes entreprises belges. En sa qualité de producteur et de fournisseur, l’entreprise offre toute une gamme de produits d’électricité et de gaz à l’attention des particuliers, des entreprises et des collectivités locales.
Luminus commercialise son électricité et son gaz en Belgique sous la marque « Luminus » auprès de 1,7 million de clients résidentiels et professionnels. L’entreprise détient ainsi quelque 20 % de parts du marché belge. EDF Luminus se distingue par son orientation client : la prestation d’un service de haute qualité et la satisfaction des consommateurs constituent de véritables priorités. L'entreprise a été récompensée des cinq étoiles de la http://www.vreg.be pour la qualité de son service clientèle.
EDF Luminus est un producteur et fournisseur d’énergie qui bénéficie à la fois d’un fort ancrage local et de l’expertise présente au sein du groupe EDF, un des acteurs majeurs du secteur mondial de l’énergie.
En juin 2017, EDF Luminus devient l'actionnaire majoritaire de la société liégeoise Newelec, PME familiale spécialisée dans l'électricité et l'électro-technique, dans le but d'élargir son offre de services en matière d'efficacité énergétique.

## Chiffres clés
- Appartient au top 30 des plus grandes entreprises belges
- 1,8 million de clients particuliers et industriels
- Parts de marché en 2015 : 20 % sur la fourniture d’électricité, 18 % sur le gaz[11]
- Capacité de production fin 2013 : 1 897 MW, soit 10 % de la production totale en Belgique
- Près de 10 % de la capacité de production de EDF Luminus provient de sources d’énergies renouvelables belges
- Environ 1 100 collaborateurs en 2023

## Parc de production
Outre une faible participation dans des centrales nucléaires belges, la société produit de l'électricité dans des centrales thermiques traditionnelles et TGV (turbine gaz / vapeur), des centrales hydrauliques de basse-chute sur le fil de la Meuse (et une sur la Sambre) ainsi que dans ses parcs éoliens.
La stratégie d’EDF Luminus consiste en 2015 à investir en priorité dans l’énergie éolienne terrestre et dans les services énergétiques, avec un programme d’investissement de 600 millions d’euros d’ici 2018. En 2017, EDF Luminus devient leader de l'éolien terrestre en Belgique avec 31 parcs et une capacité totale de 300 MW en Wallonie et en Flandre.

## Projets de développement du parc de production
- Dans le cadre du mécanisme de rémunération de capacités (CRM), Luminus remporte le projet de Seraing qui consiste à construire une nouvelle unité de production au gaz de 805 MW[15].
- Luminus dépose une demande pour la création d'un parc à batteries de 150 MW à Lixhe (Belgique). Il permettra de stocker l'énergie excédentaire pour la restituer lors des fortes demandes[16].

- Luminus souhaite construire quatre éoliennes d'une puissance unitaire de 7 mégawatt (MW) sur un site localisé le long du Ring 3 de Charleroi (Belgique)[17].

- Luminus dépose un projet pour la construction de quatre éoliennes à Meux (Belgique)[18].

- Après 7 ans d'études, un projet wallon nommé Life4fish a réussi à trouver des solutions afin de diminuer la mortalité des anguilles et des saumons sur les centrales hydroélectriques de la Meuse en Belgique[19].

### Centrales thermiques

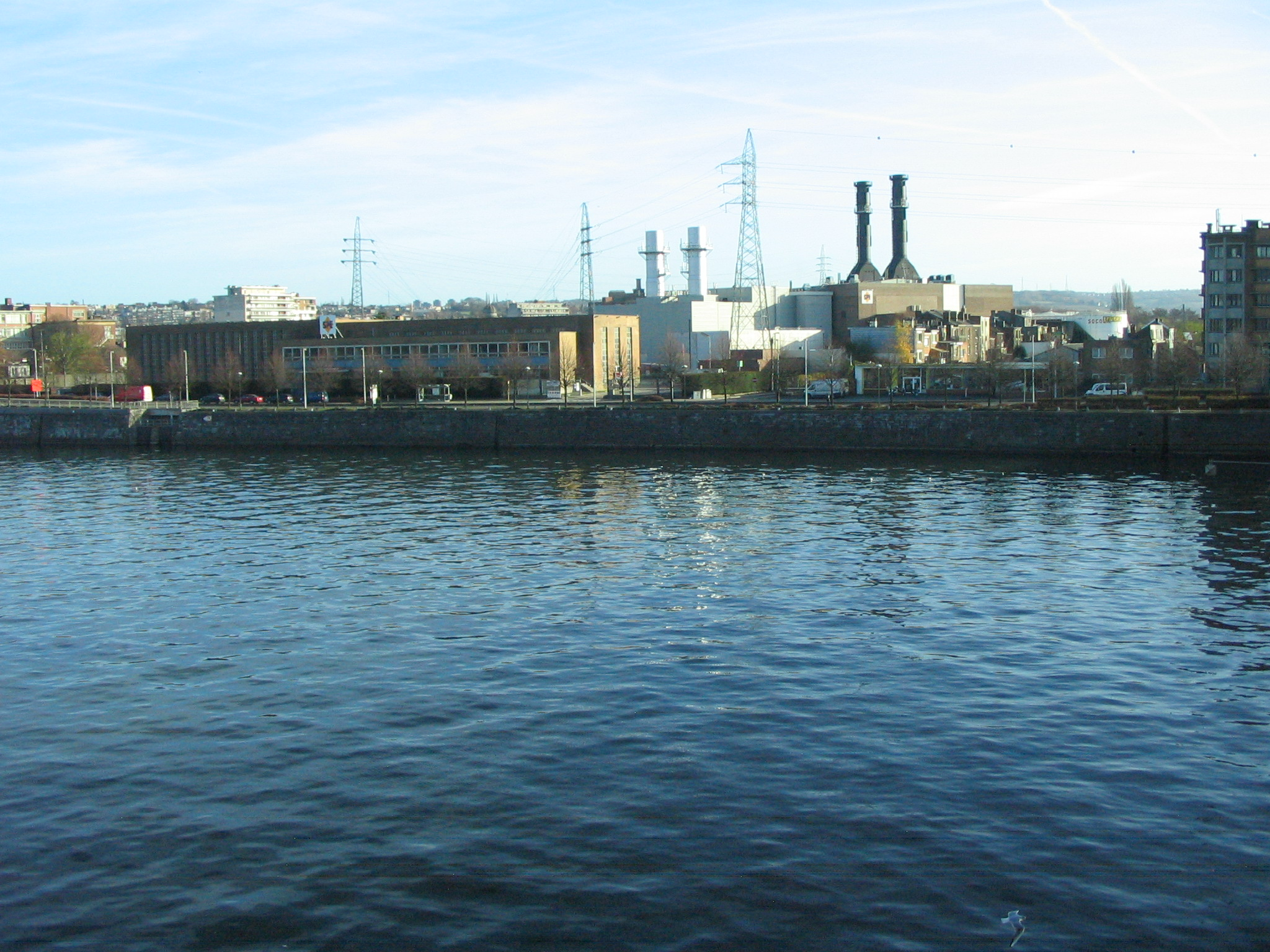
Centrale thermique le long de la Meuse à Angleur (turbine à gaz).

Luminus exploite des centrales TGV sur quatre sites différents en Wallonie et Flandre, et des centrales thermiques classiques également sur quatre sites.
Ils ont des centrales TGV à Gand-Ham (mise en service en 1926), Angleur (1979), Seraing (1994) et Gand-Ringvaart (1998). Les centrales classiques se trouvent à Monsin (1973), Izegem (1997), Gand-Ham (2008) et Angleur (2011). Luminus a aussi exploité une centrale classique à Harelbeke jusqu'en mars 2012.
Une nouvelle centrale thermique TGV doit être mise en service en novembre 2025 sur le site de Seraing. L'actuelle centrale de Seraing (TGV) étant convertie en cycle ouvert.
L’entreprise bénéficie pour ses centrales à gaz d’une rémunération assurée par les pouvoirs publics, pour assurer la sécurité d’approvisionnement.

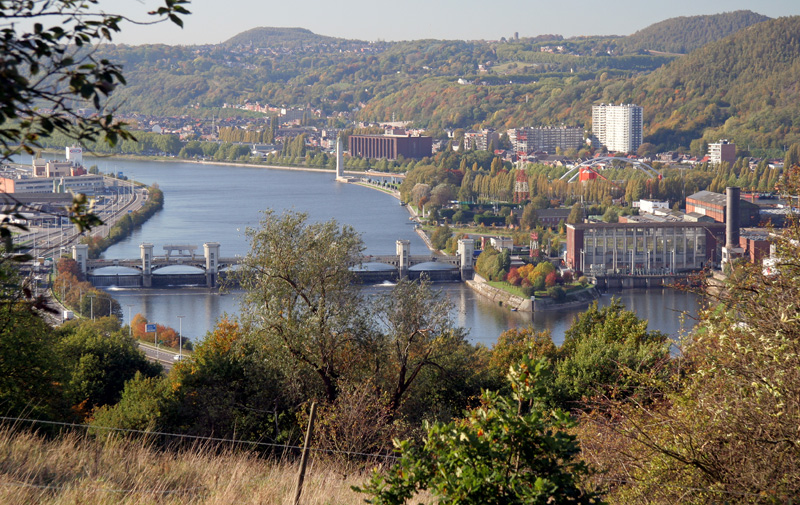
Pont-barrage de Monsin sur la Meuse avec la centrale électrique à droite.

### Centrales hydrauliques
La société exploite sept centrales hydrauliques de basses chutes, toutes situées sur la Meuse sauf celle de Floriffoux, située sur la Sambre.
- Ivoz-Ramet : mise en service en 1954, 285 m3/s sur 4,6 mètres de chute, dans des turbines Kaplan à axe vertical, font tourner 3 alternateurs de 3 300 kW 300 jours par an. 50° 35′ 31″ N, 5° 27′ 42″ E
- Pont-barrage de Monsin : mise en service en 1954, 450 m3/s sur 5,5 mètres de chute, dans des turbines Kaplan à axe vertical, font tourner 3 alternateurs de 6 000 kW. 50° 39′ 08″ N, 5° 37′ 51″ E
- Ampsin-Neuville : mise en service en 1965, 50° 32′ 01″ N, 5° 17′ 46″ E.
- Andenne : mise en service en 1980, 50° 29′ 33″ N, 5° 04′ 12″ E.
- Lixhe : mise en service en 1980, 50° 45′ 06″ N, 5° 41′ 11″ E.
- Grands-Malades (Namur) : mise en service en 1988, 50° 27′ 59″ N, 4° 53′ 56″ E.
- Floriffoux : mise en service en 1993, 50° 26′ 48″ N, 4° 46′ 36″ E.

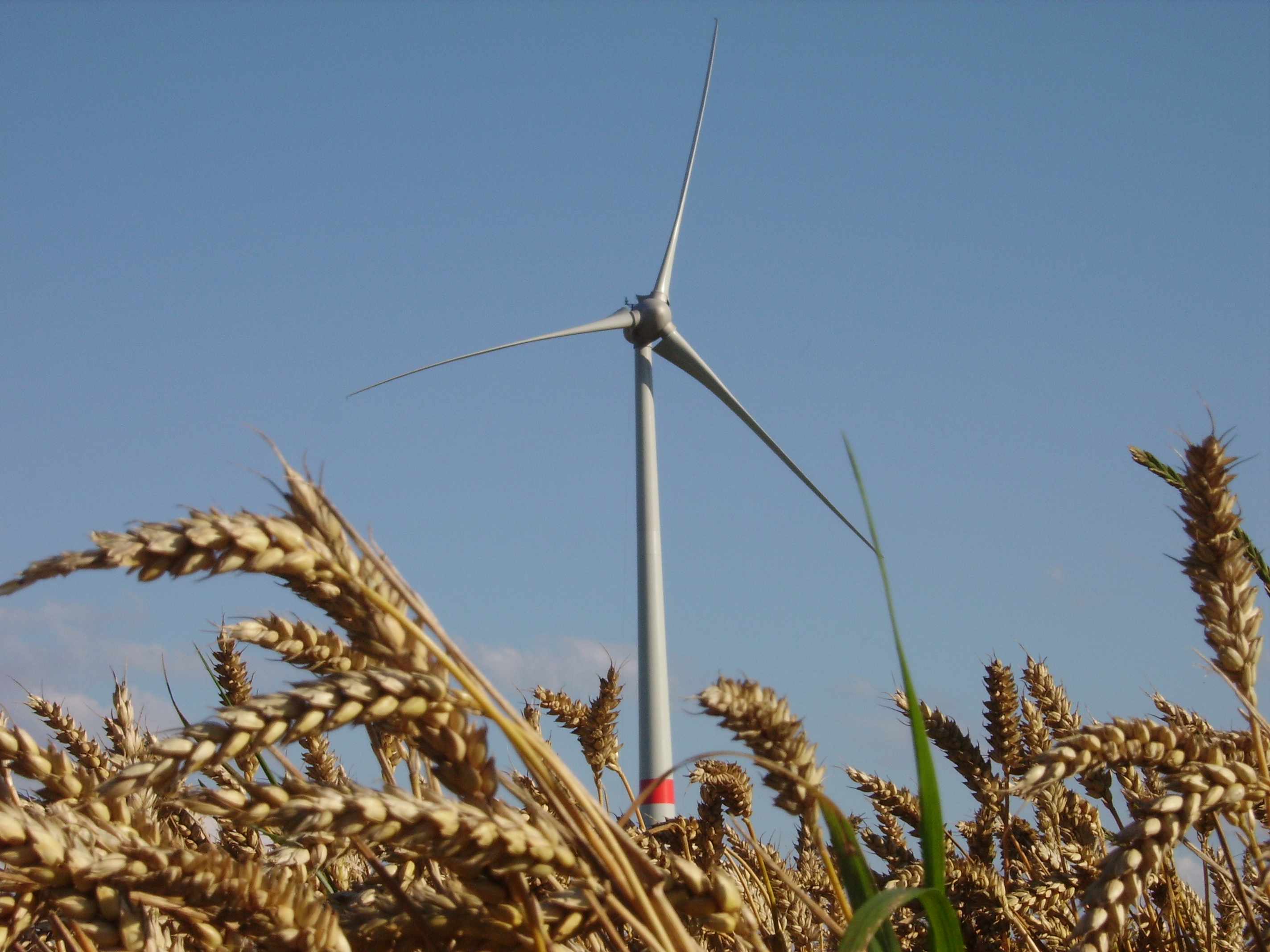
Ferme éolienne de Dinant-Yvoir

### Parcs éoliens
Fin 2014, la société gère un total de 90 éoliennes : 
Parcs en Wallonie
(total en MW - nombre de machines - capacité/machine)
Villers-le-Bouillet 	9,0 MW	6,0 WT	1,5 MW
Walcourt 	                9,0 MW	6,0 WT	1,5 MW
Dinant Yvoir	        12,0 MW	6,0 WT	2,0 MW
Wanze 	                3,0 MW  2,0 WT	1,5 MW
Verlaine 	                8,2 MW	4,0 WT	2,1 MW
Fernelmont 	                6,9 MW	3,0 WT	2,3 MW
Berloz 	                6,0 MW	3,0 WT	2,0 MW
Floreffe 	                9,2 MW	4,0 WT	2,3 MW
Ciney 	                10,2 MW	3,0 WT	3,4 MW 
Ciney  Kyotec	        10,2 MW	3,0 WT	3,4 MW
Floreffe  (Windvision)	6,9 MW	3,0 WT	2,3 MW
Spy  - AG	                6,8 MW	2,0 WT	3,4 MW
Bièvre  	                14,0 MW	7,0 WT	2,0 MW
Parcs en région flamande
Gand  Kluizendok 1 
notre part de 80 %)	       17,6 MW	11 WT (×80 %) 2,0 MW
Ypres 	                4,6 MW	2,0 WT	2,3 MW
Melle 	                6,9 MW	3,0 WT	2,3 MW
Hamme 	                4,6 MW	2,0 WT	2,3 MW
Anvers Evonik 	        3,4 MW	1,0 WT	3,4 MW
Stradus Gent 	        3,4 MW	1,0 WT	3,4 MW
Termonde  W-Kracht	2,3 MW	1,0 WT	2,3 MW
Genk  ENCON	                2,3 MW	1,0 WT	2,3 MW
Olen  Geo-Groep	        6,9 MW	3,0 WT	2,3 MW
Olen  W-Kracht	        6,9 MW	3,0 WT	2,3 MW
Lummen  -Zolder	        10,0 MW	5,0 WT	2,0 MW
Tessenderlo  EDISON	        4,1 MW	2,0 WT	2,05 MW

### Participations dans le nucléaire
EDF Luminus détient une participation de 10,9 % dans chacun des deux réacteurs Doel 3 et Tihange 2, ainsi que dans deux autres réacteurs en Belgique (Doel 4 et Tihange 3). La participation de 50 % dans le réacteur de Tihange 1, dont l’exploitation a été prolongée de dix ans jusqu’en 2025, est en revanche portée par EDF Belgium, détenue à 63,5 % par EDF et qui contrôle EDF Luminus. EDF Luminus n'exploite aucune centrale nucléaire elle-même.
Au total, les participations d'EDF Luminus représentent 410 MW en propriété. De plus, elle a une participation de 100 MW dans Chooz B, en France.

## Controverse
En 2019 Luminus a été dénoncée pour pratique de vente forcée .